# Olschnitz (Gemeinde Straßburg)
Olschnitz, früher auch Ollschnitz und Oelschnitz, ist eine Ortschaft in der Gemeinde Straßburg im Bezirk St. Veit an der Glan in Kärnten. Die Ortschaft hat 19 Einwohner (Stand 1. Jänner 2024).

## Lage
Olschnitz liegt auf dem Gebiet der Katastralgemeinde Straßburg Land, etwa 2 ½ km westlich des Gemeindehauptorts Straßburg-Stadt, im Graben des Olschnitzbachs, eines Zubringers zum Langwiesenbach.
Der Weiler Olschnitz, linksseitig an den Hängen des Olschnitzbach-Grabens, besteht aus Jäger-Hube (Nr. 3 und 3a), Strauss-Keusche (Nr. 4 und 7) und Lauchart-Keusche (Nr. 10). Zur Ortschaft gehören auch noch die Königbauer-Hube (Nr. 8; ½ km nördlich des Weilers gelegen) und, rechtsseitig im Graben, gegenüber des Weilers, die Grantner-Keusche (früher Krantnerkeusche, Nr. 5) samt einem benachbarten Haus ohne Vulgonamen (Nr. 11).

## Geschichte
1175 wird der Ölsnitzbach genannt; 1370 der Ort Ölsnitz. Der Ortsname leitet sich vermutlich vom slowenischen Dolžnica ab, was lange Gegend heißt und ähnliche Bedeutung wie der Name des benachbarten Langwiesen hat.
Seit Gründung der Ortsgemeinden Mitte des 19. Jahrhunderts gehört Olschnitz zur Gemeinde Straßburg. Zur Ortschaft wurden damals auch die Häuser Obere Linder-Hube und Untere Linder-Hube gezählt (Ortschaftsbestandteil Lind).
Am 7. September 1911 brannten die Grantnerkeusche und benachbarte Lauchartkeusche ab; die Besitzerin der Lauchartkeusche kam dabei ums Leben.
Im Juli 1943 wurde in Olschnitz eine kirchliche Feier abgehalten. Der Straßburger Gemeindesekretär zeigte danach den Gurker Gendarmeriemeister Rudolf Knoll wegen dessen Teilnahme an dieser angeblich staatsfeindlichen Feier an. Knoll war daraufhin 18 Monate in Haft. 1947 wurde der Denunziant zu 18 Monaten Haft verurteilt.
1971 wurde Lind von Olschnitz abgetrennt und wird seither als eigene Ortschaft Olschnitz-Lind geführt.

## Bevölkerungsentwicklung
Für die Ortschaft Olschnitz ermittelte man folgende Einwohnerzahlen:

### Einschließlich Lind
- 1869: 8 Häuser, 63 Einwohner[5]
- 1880: 9 Häuser, 60 Einwohner; davon Lind 3 Häuser, 30 Einwohner; Olschnitz 6 Häuser, 30 Einwohner[6]
- 1890: 10 Häuser, 80 Einwohner; davon Lind 2 Häuser, 22 Einwohner; Olschnitz 8 Häuser, 58 Einwohner[7]
- 1900: 10 Häuser, 55 Einwohner; davon Lind 3 Häuser, 6 Einwohner; Olschnitz 7 Häuser, 49 Einwohner[8]
- 1910: 9 Häuser, 71 Einwohner; davon Lind 3 Häuser, 24 Einwohner; Olschnitz 6 Häuser, 47 Einwohner[9]
- 1923: 8 Häuser, 42 Einwohner; davon Lind 2 Häuser, 23 Einwohner; Olschnitz 6 Häuser, 19 Einwohner[10]
- 1934: 53 Einwohner[11]
- 1951: 8 Häuser, 47 Einwohner[12]
- 1961: 9 Häuser, 41 Einwohner[13]

### Seit 1971: ohne Lind
- 2001: 8 Gebäude (davon 6 mit Hauptwohnsitz) mit 9 Wohnungen; 26 Einwohner und 0 Nebenwohnsitzfälle; 6 Haushalte; 0 Arbeitsstätten, 3 land- und forstwirtschaftliche Betriebe[14]
- 2011: 8 Gebäude, 19 Einwohner, 6 Haushalte, 0 Arbeitsstätten[15]
- 2021: 8 Gebäude, 19 Einwohner, 6 Haushalte, 2 Arbeitsstätten[16]